# Выголененты
Выголене́нты (бел. Выгаляне́нты) — деревня в Сморгонском районе Гродненской области Белоруссии.
Входит в состав Вишневского сельсовета.
Расположена в северной части района. Расстояние до районного центра Сморгонь по автодороге — около 38 км, до центра сельсовета агрогородка Вишнево  по прямой — чуть более 5 км. Ближайшие населённые пункты — Купля, Людимы, Славчиненты. Площадь занимаемой территории составляет 0,3817 км², протяжённость границ 3390 м.

## История
Деревня отмечена на карте Шуберта (середина XIX века) под названием Выголенента в составе Вишневской волости Свенцянского уезда Виленской губернии. В 1865 году Выголененты, состоявшие из фольварка и деревни, насчитывали 1 дом и 6 жителей католического вероисповедания в фольварке и 18 домов и 161 жителя (в том числе 69 ревизских душ) в деревне, принадлежали Невяровичам.
После Советско-польской войны, завершившейся Рижским договором, в 1921 году Западная Белоруссия отошла к Польской Республике и деревня была включена в состав новообразованной сельской гмины Вишнево Свенцянского повета Виленского воеводства. 1 января 1926 года гмина Вишнево была переведена в состав Вилейского повета.
В 1938 году Выголененты состояли из двух фольварков и деревни, насчитывавшие 2 дыма (двора) и 9 душ, 2 дыма и 12 душ, 42 дыма и 202 души соответственно.
В 1939 году, согласно секретному протоколу, заключённому между СССР и Германией, Западная Белоруссия оказалась в сфере интересов советского государства и её территорию заняли войска Красной армии. Деревня вошла в состав новообразованного Сморгонского района Вилейской области БССР. После реорганизации административного-территориального деления БССР деревня была включена в состав новой Молодечненской области в 1944 году. В 1960 году, ввиду новой организации административно-территориального деления и упразднения Молодечненской области, Выголененты вошли в состав Гродненской области.

## Население
Согласно переписи население деревни в 1999 году насчитывало 70 человек.

## Транспорт
Через деревню проходит автодорога местного значения Н6745 Вишнево — Выголененты — Лылойти — Коробки. Также Выголененты связаны дорогами местного значения:
- Н7954 с Сыроватками;
- Н20000 с Деновишками

С райцентром деревня связана автобусным маршрутом Сморгонь — Свайгини.

## Достопримечательности
В Выголенентах находится костёл св. Иоанна Крестителя 1929 года постройки.
К югу от деревни расположен Жодишковский заказник местного значения.